# Роджерс, Джин
Джин Роджерс (англ. Jean Rogers), имя при рождении Элинор Дороти Лавгрен (англ. Eleanor Dorothy Lovegren; 25 марта 1916 года — 24 февраля 1991 года) — американская киноактриса 1930—1940-х годов.
Более всего Роджерс известна как исполнительница главной женской роли в научно-фантастических киносериалах «Флэш Гордон» (1936) и «Путешествие Флэша Гордона на Марс» (1938). Среди других картин с участием Роджерс — «Двадцать миллионов влюбленных» (1934), «Эйс Драммонд» (1936), «Секретный агент Х-9» (1937), «Небо с забором из колючей проволоки» (1939), «Человек, который не хотел говорить» (1940), «Война против миссис Хэдли» (1942), «Чарли Чен в Панаме» (1940), «Незнакомец в городе» (1943), «Свист в Бруклине» (1943) и «Ответный удар» (1948).

## Ранние годы и начало карьеры
Джин Роджерс, имя при рождении Элинор Дороти Лавгрен, родилась 25 марта 1916 года в Белмонте, Массачусетс, в семье иммигрантов из Швеции.
После окончания школы Элинор собиралась изучать искусство в Нью-Йорке и Европе, однако после того, как в 1933 году выиграла школьный конкурс красоты, она направилась в Голливуд.

## Карьера в кинематографе
В 1933 году Элинор заключила контракт с компанией Warner Bros, сыграв эпизодические роли в нескольких музыкальных комедиях без указания в титрах. В 1934 году продюсер Чарльз Р. Роджерс пригласил её в свой фильм, мелодраму «Восемь девушек в лодке» (1934), после чего она взяла себе фамилию продюсера в качестве своего актёрского имени, добавив к ней имя своей лучшей школьной подруги.
В 1935 году Роджерс заключила контракт с кинокомпанией Universal, сыграв небольшие роли в политической драме «Сражающаяся молодежь» (1935), музыкальной комедии «Манхеттенская луна» (1935), за которыми последовали главные женские роли в музыкальном вестерне «Сторми» (1935) и в приключенческом киносериале «Томми „Штопор“ и великая воздушная тайна» (1935). Год спустя Роджерс сыграла главные женские роли в двух популярных приключенческих киносериалах — «Эйс Драммонд» (1936) и «Приключения Фрэнка Мерривелла» (1936), а также в спортивно-романтической мелодраме «Конфликт» (1936) с Джоном Уэйном, а ещё год спустя — в фильме ужасов «Ночной ключ» (1937) с Борисом Карлоффом.
В 1936 году вышел 13-серийный 245-минутный научно-фантастический киносериал «Флэш Гордон», в котором заглавный герой (его играет Бастер Крэб), Дейл Арденн (Джин Роджерс) и доктор Зарков (Фрэнк Шеннон) прибывают на планету Монго, чтобы остановить дьявольские планы императора Минга Беспощадного (Чарльз Мидлтон), который направил свою планету на курс столкновения с Землёй. Роджерс предстала в образе «изящной белокурой красотки в облегающих нарядах, став предметом страстного вожделения архизлодея Минга Беспощадного (и большей части мужской аудитории)». Одновременно она соперничала с принцессой Аурой (Присцилла Лоусон) за внимание Флэша Гордона. Героиня Роджерс была миниатюрной, хрупкой, и полностью зависимой от Флэша Гордона, в то время как её соперница была властной, независимой, сладострастной, коварной и нацеленной на то, чтобы забрать Флэша себе. Как отметил историк кино Рой Киннард, «значительная часть непреходящего очарования фильма заключена в химии актёров, прежде всего Крэба, Роджерс, Миддлтона и Лоусон. Потрясающе красивая 20-летняя актриса Джин Роджерс была идеальна в роли „хорошей“ девушки. Вместе с Лоусон в роли „плохой“ девушки их свежесть и красота вносит тот сексуальный элемент, от отсутствия которого страдает большинство подобных сериалов». Как написал историк кино Хэл Эриксон, благодаря роли «очаровательно недоодетой, вечно находящейся в опасности Дейл Арденн в этом популярном киносериале» Роджерс «поднялась на звёздный уровень».
Во втором сериале «Путешествие Флэша Гордона на Марс» (1938) Роджерс обрела совсем иной облик. По словам историка кино Ричарда Лампарски, у неё были тёмные волосы, и она носила один и тот же строгий костюм. Она стала более зрелой, и в её образе не осталось никаких сексуальных обертонов. Как рассказывала Роджерс, она не хотела играть уже во втором сериале, и отпросилась у студии от съёмок в третьем сериале «Флэш Гордон завоёвывает Вселенную» (1940).
В итоге студия Universal перевела её из киносериалов на главные роли в малозначимых фильмах категории В, среди них комедия «Всегда в беде» (1938), детектив «Перерыв на убийство» (1938) и криминальная мелодрама «Пока Нью-Йорк спит»(1938).
Не удовлетворённая развитием своей карьеры на Universal, в 1939 году Роджерс ушла на студию 20th Century Fox, где сыграла главные или вторые главные роли в нескольких неплохих картинах категории В, среди них социальная драма «Небо с забором из колючей проволоки» (1939), где её партнёром был Гленн Форд, историческая драма с Тайроном Пауэром «Бригхэм Янг» (1940), криминальная комедия «Чарли Чен в Панаме» (1940), а также криминальная драма «Человек, который не хотел говорить» (1940).
В 1941 году Роджерс перешла на студию Metro-Goldwyn-Mayer, где сыграла роль второго плана в романтической комедии «План скандала» (1941) с Розалинд Расселл и Уолтером Пиджоном, главную роль в мелодраме «Война против миссис Хэдли» (1942), романтической комедии «Воскресный удар» (1942), главную женскую роль в криминально-политической мелодраме «Незнакомец в городе» (1943) и роль второго плана криминальной комедии с Редом Скелтоном «Свист в Бруклине» (1943).
После 1943 года Роджерс ушла со студии MGM, и в качестве фрилансера в течение нескольких лет работала на независимых киностудиях. К числу её наиболее заметных картин этого периода относятся фильмы нуар «Ответный удар» (1947), где она сыграла светскую даму, которую ревнивый муж-адвокат пытается подставить в собственном убийстве, имитируя свою гибель. В своём последнем фильме «Другая женщина» (1950) Роджерс вновь сыграла хорошую светскую жену отрицательного персонажа, на этот раз исполнительного директора девелоперской компании, однако в этом фильме её роль была значительно скромнее, чем в предыдущем. После этой картины Роджерс завершила актёрскую карьеру.

## Актёрское амплуа и оценка творчества
Джин Роджерс, по определению Эриксона, была «блондинкой с голубыми глазами», которая «прибыла в Голливуд после победы в конкурсе красоты». Как отмечено в «Нью-Йорк Таймс», «одной из главных киноработ Роджерс стала роль в двух приключенческих киносериалах про Флэша Гордона».

## Личная жизнь
В 1943 году Роджерс вышла замуж за голливудского агента Дэна Уинклера. Когда босс студии MGM Луис Б. Майер узнал о том, что она собралась выйти замуж, он запретил ей делать это, однако Роджерс ослушалась босса и в результате была вынуждена покинуть студию. Проработав несколько лет на независимых студиях, в 1951 году Роджерс ушла из кино. Она прожила с мужем в браке вплоть до его смерти в 1970 году.

## Смерть
Джин Роджерс умерла 24 февраля 1991 года в Шерман-Окс, Калифорния, после операции, ей было 74 года.

## Фильмография
| Год  |     | Русское название                         | Оригинальное название                   | Роль                                               |
| ---- | --- | ---------------------------------------- | --------------------------------------- | -------------------------------------------------- |
| 1933 | ф   | Парад в огнях рампы                      | Footlight Parade                        | хористка (в титрах не указана)                     |
| 1934 | ф   | Восемь девушек в лодке                   | Eight Girls in a Boat                   | школьница (в титрах не указана)                    |
| 1934 | ф   | Вставай и пой!                           | Stand Up and Cheer!                     | танцовщица (в титрах не указана)                   |
| 1934 | ф   | Двадцать миллионов возлюбленных          | Twenty Million Sweethearts              | радиофанатка (в титрах не указана)                 |
| 1934 | ф   | Дамы                                     | Dames                                   | хористка (в титрах не указана)                     |
| 1935 | ф   | Его ночь в городе                        | His Night Out                           | сотрудница службы информации (в титрах не указана) |
| 1935 | ф   | Леди Таббс                               | Lady Tubbs                              | дебютантка (в титрах не указана)                   |
| 1935 | ф   | Манэттенская луна                        | Manhattan Moon                          | Джоан                                              |
| 1935 | ф   | Сторми                                   | Stormy                                  | Керри Дорн                                         |
| 1935 | ф   | Томми «Штопор» и великая воздушная тайна | Tailspin Tommy in The Great Air Mystery | Бетти Лу Барнс                                     |
| 1935 | ф   | Сражающаяся молодёжь                     | Fighting Youth                          | белокурая студентка                                |
| 1936 | ф   | Приключения Фрэнка Мерривелла            | The Adventures of Frank Merriwell       | Элси Белвуд                                        |
| 1936 | ф   | Не принимайте на свой счёт               | Don't Get Personal                      | блондинка                                          |
| 1936 | ф   | Флэш Гордон                              | Flash Gordon                            | Дейл Арден                                         |
| 1936 | ф   | Эйс Драммонд                             | Ace Drummond                            | Пегги Трейнор                                      |
| 1936 | ф   | Конфликт                                 | Conflict                                | Мод Сэнгстер                                       |
| 1936 | ф   | Таинственное путешествие                 | Mysterious Crossing                     | Ивонн Фонтейн                                      |
| 1936 | ф   | Крэш Донован                             | Crash Donovan                           | блондинка (в титрах не указана)                    |
| 1936 | ф   | Мой слуга Годфри                         | My Man Godfrey                          | светская женщина (в титрах не указана)             |
| 1936 | ф   | Двое в толпе                             | Two in a Crowd                          | (в титрах не указана)                              |
| 1937 | ф   | Когда любовь молода                      | When Love Is Young                      | Айрин Генри                                        |
| 1937 | ф   | Секретный агент X-9                      | Secret Agent X-9                        | Шара Граустарк                                     |
| 1937 | ф   | Ночной ключ                              | Night Key                               | Джоан Мэллори                                      |
| 1937 | ф   | Спекулянт                                | The Wildcatter                          | Хелен Конлон                                       |
| 1937 | ф   | Объявлен пропавшим                       | Reported Missing                        | Джин Клэйтон                                       |
| 1938 | ф   | Путешествие Флэша Гордона на Марс        | Flash Gordon's Trip to Mars             | Дейл Арден                                         |
| 1938 | ф   | Перерыв на убийство                      | Time Out for Murder                     | Хелен Томас                                        |
| 1938 | ф   | Всегда в беде                            | Always in Trouble                       | Вирджиния Дарлингтон                               |
| 1938 | ф   | Пока Нью-Йорк спит                       | While New York Sleeps                   | Джуди Кинг                                         |
| 1939 | ф   | Внутренняя история                       | Inside Story                            | Джун Уайт                                          |
| 1939 | ф   | Гостиница для женщин                     | Hotel for Women                         | Нэнси Прескотт                                     |
| 1939 | ф   | Остановись, посмотри и полюби            | Stop, Look and Love                     | Луиз Хеллер                                        |
| 1939 | ф   | Небо с забором из колючей проволоки      | Heaven with a Barbed Wire Fence         | Анита                                              |
| 1940 | ф   | Человек, который не хотел говорить       | The Man Who Wouldn't Talk               | Эллис Стетсон                                      |
| 1940 | ф   | Чарли Чан в Панаме                       | Charlie Chan in Panama                  | Кэти Ленеш                                         |
| 1940 | ф   | Да здравствует Сиско Кид                 | Viva Cisco Kid                          | Джоан Аллен                                        |
| 1940 | ф   | Бригхэм Янг                              | Brigham Young                           | Клара Янг                                          |
| 1940 | ф   | Вчерашние герои                          | Yesterday's Heroes                      | Ли Келлогг                                         |
| 1941 | ф   | Давайте создадим музыку                  | Let's Make Music                        | Эбби Адамс                                         |
| 1941 | ф   | Проект для скандала                      | Design for Scandal                      | Дотти                                              |
| 1942 | ф   | Победа доктора Килдара                   | Dr. Kildare's Victory                   | мисс Аннабелль Кёрк                                |
| 1942 | ф   | Воскресный удар                          | Sunday Punch                            | Джуди Гейлструм                                    |
| 1942 | ф   | Свидания на Тихом океане                 | Pacific Rendezvous                      | Элейн Картер                                       |
| 1942 | ф   | Война против госпожи Хедли               | The War Against Mrs. Hadley             | Патриция Хэдли                                     |
| 1942 | кор | Люди                                     | Personalities                           | (в титрах не указана)                              |
| 1943 | ф   | Вторая смена Мэйзи                       | Swing Shift Maisie                      | Айрис Рид                                          |
| 1943 | ф   | Свист в Бруклине                         | Whistling in Brooklyn                   | Джин Прингл                                        |
| 1943 | ф   | Незнакомец в городе                      | A Stranger in Town                      | Люси Джельберт                                     |
| 1945 | ф   | Груб, крут и готов                       | Rough, Tough and Ready                  | Джо Матесон                                        |
| 1945 | ф   | Странный мистер Грегори                  | The Strange Mr. Gregory                 | Эллен Рэндалл                                      |
| 1946 | ф   | Весельчаки                               | Gay Blades                              | Нэнси Дейвис                                       |
| 1946 | ф   | Горячий груз                             | Hot Cargo                               | Джерри Уолтерс                                     |
| 1947 | ф   | Ответный удар                            | Backlash                                | Кэтрин Морланд                                     |
| 1948 | ф   | Отчаянная скорость                       | Speed to Spare                          | Мэри Макги                                         |
| 1948 | ф   | Ответный бой                             | Fighting Back                           | Джун Сэндерс                                       |
| 1950 | ф   | Другая женщина                           | The Second Woman                        | Додо Феррис                                        |